# Tour Fichte
Pour les articles homonymes, voir Tour Bismarck (homonymie).
La tour Fichte (en allemand : Fichteturm) est une tour d'observation située dans la ville allemande de Dresde, dans le quartier de Plauen (de). Elle se trouve dans le parc Fichte près de la station Kotteweg, sur la ligne 3 du Tramway de Dresde. La tour a été construite en 1896. Elle était alors une Tour Bismarck. En 1962, elle a été rebaptisée en l'honneur du philosophe Johann Gottlieb Fichte.

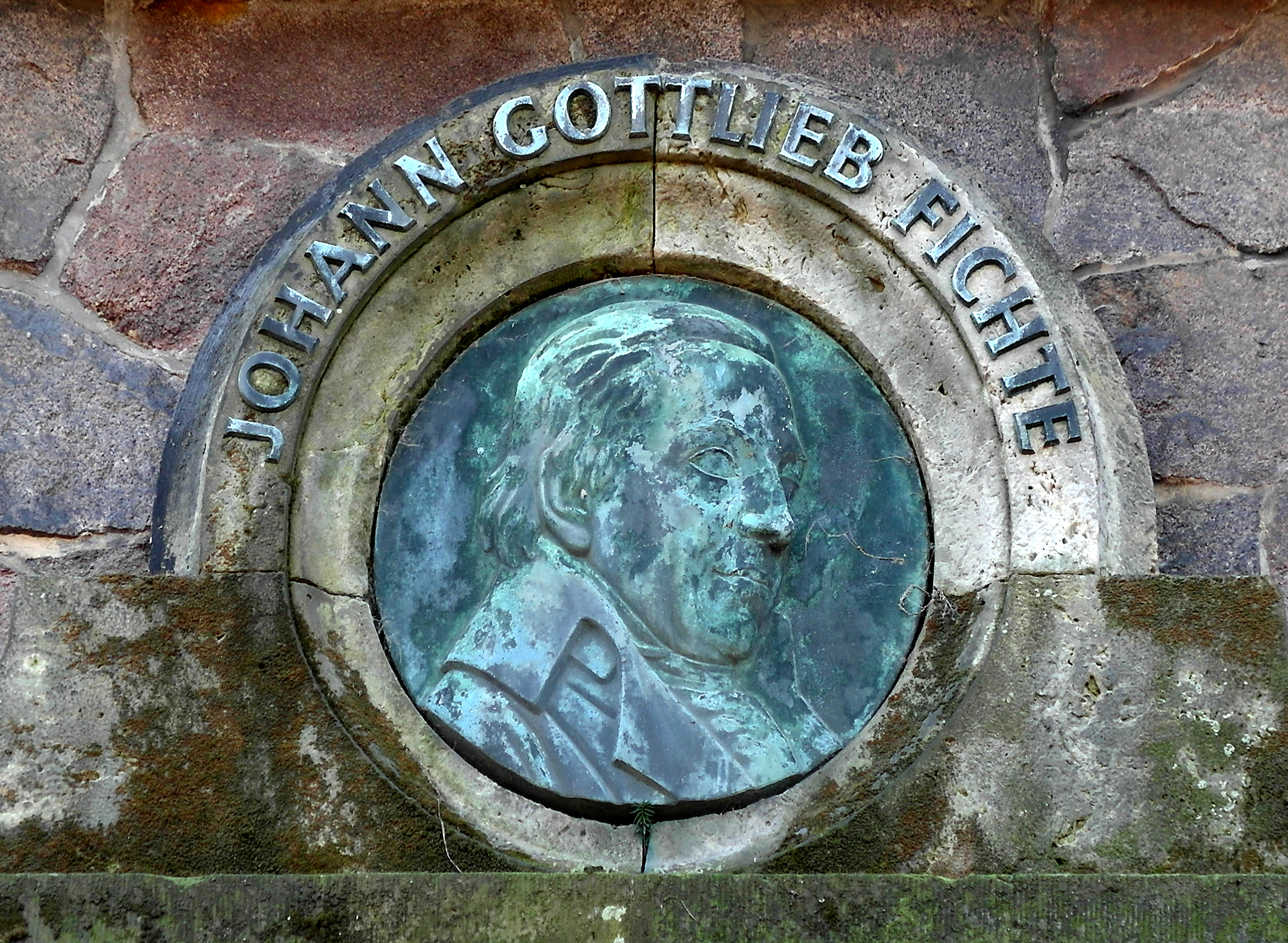
Médaillon représentant Fichte au-dessus de la porte de la tour.

De la tour Fichte, on a une vue agréable sur Dresde, et par temps clair on peut voir la Suisse saxonne.

Panorama depuis la tour (mars 2017).